# Pulitzer-Preis 2015
Der Pulitzer-Preis 2015 war die 99. Verleihung des renommierten US-amerikanischen Literaturpreises. Die Bekanntgabe der Preisträger fand am 20. April 2015 statt. Es wurden Preise in 21 Kategorien im Bereich Journalismus und dem Bereich Literatur, Theater und Musik vergeben.
Die Jury bestand aus 18 Personen unter dem Vorsitz von Danielle Allen (UPS Foundation Professor an der School of Social Science am Institute for Advanced Study).

## Preisträger
| Kategorie                                                  | Preisträger                                                    | Begründung |
| ---------------------------------------------------------- | -------------------------------------------------------------- | --- |
| Dienst an der Öffentlichkeit (Public Service)              | The Post and Courier                                           | Preis verliehen für die Serie Till Death Do Us Part.                                                                                              |
| Aktuelle Berichterstattung (Breaking News Reporting)       | Mitarbeiter der Seattle Times                                  | Preis verliehen für die digitale Berichterstattung über einen Erdrutsch, der 43 Menschen tötete.                                                  |
| Investigativer Journalismus (Investigative Reporting)      | Eric Lipton, The New York Times                                | Preis verliehen für die Berichterstattung wie Lobbyisten Staatsanwälte und Kongressabgeordnete beeinflussen.                                      |
| Investigativer Journalismus (Investigative Reporting)      | Mitarbeiter des Wall Street Journal                            | Preis verliehen für das Projekt Medicare Unmasked, dass den Zugang zu vertraulichen Daten über Praktiken der Gesundheitsdienstleister ermöglicht. |
| Hintergrundberichterstattung (Explanatory Reporting)       | Zachary R. Mider, Bloomberg News                               | Preis verliehen für die Berichterstattung über US-Firmen die Steuerschlupflöcher nutzen.                                                          |
| Lokale Berichterstattung (Local Reporting)                 | Rob Kuznia, Rebecca Kimitch und Frank Suraci, Daily Breeze     | Preis verliehen für die Untersuchung der weitreichenden Korruption in Schulsprengeln mit Geldnöten.                                               |
| Berichterstattung im Inland (National Reporting)           | Carol D. Leonnig, The Washington Post                          | Preis verliehen für die Berichterstattung über Mängel beim Secret Service und wie diese den Präsidenten gefährden.                                |
| Auslandsberichterstattung (International Reporting)        | Mitarbeiter der New York Times                                 | Preis verliehen für die Berichterstattung über die Ebolaepidemie in Afrika.                                                                       |
| Feature Writing (Feature Writing)                          | Diana Marcum, Los Angeles Times                                | Preis verliehen für eine Reportage über das Leben im Central Valley.                                                                              |
| Kommentar (Commentary)                                     | Lisa Falkenberg, Houston Chronicle                             | Preis verliehen für die Kolumne über Fehlentscheidungen von Grand Juries, die zu falschen Verurteilungen führten.                                 |
| Kritik (Criticism)                                         | Mary McNamara, Los Angeles Times                               | Preis verliehen für die Kritiken die Veränderungen in der Kulturlandschaft mir Veränderungen in der Fernsehlandschaft verknüpfen.                 |
| Leitartikel (Editorial Writing)                            | Kathleen Kingsbury, The Boston Globe                           | Preis verliehen für einen Artikel, der die Preisgestaltung von Menüs in Restaurants und das Einkommen von Restaurantangestellten vergleicht.      |
| Karikatur (Editorial Cartooning)                           | Adam Zyglis, The Buffalo News                                  | Preis verliehen für den Einsatz von Bildern, denen mit wenigen Worten mehrere Bedeutungsebenen verliehen wurden.                                  |
| Aktuelle Fotoberichterstattung (Breaking News Photography) | Mitarbeiter des St. Louis Post-Dispatch                        | Preis verliehen für die Fotografien, die die Wut der Bürger in Ferguson zeigen.                                                                   |
| Feature-Fotoberichterstattung (Feature Photography)        | Daniel Berehulak, freischaffender Fotograf, The New York Times | Preis verliehen für die Bilder der Ebolaepidemie in Westafrika.                                                                                   |

| Kategorie                                                   | Preisträger                                                                                                  |
| ----------------------------------------------------------- | --- |
| Belletristik (Fiction)                                      | All the Light We Cannot See (dt. Titel: Alles Licht, das wir nicht sehen) von Anthony Doerr                  |
| Theater (Drama)                                             | Between Riverside and Crazy von Stephen Adly Guirgis                                                         |
| Geschichte (History)                                        | Encounters at the Heart of the World: A History of the Mandan People von Elizabeth A. Fenn                   |
| Biographie oder Autobiographie (Biography or Autobiography) | The Pope and Mussolini: The Secret History of Pius XI and the Rise of Fascism in Europe von David I. Kertzer |
| Dichtung (Poetry)                                           | Digest von Gregory Pardlo                                                                                    |
| Sachbuch (General Nonfiction)                               | The Sixth Extinction: An Unnatural History von Elizabeth Kolbert                                             |
| Musik (Music)                                               | Anthracite Fields von Julia Wolfe                                                                            |